# Giáo dục Hải Phòng

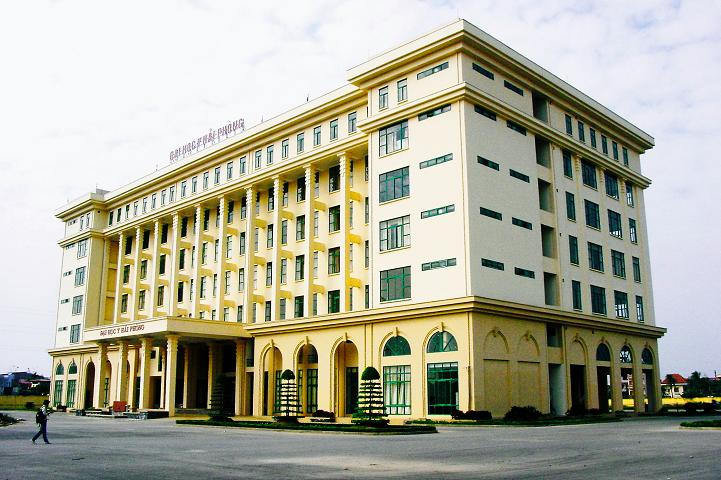
Đại học Y Dược Hải Phòng.

Với lợi thế là một thành phố trực thuộc trung ương, Hải Phòng là một trung tâm giáo dục lớn của Việt Nam. Các trường của Hải Phòng đều có cơ sở vật chất rất tốt và toàn diện. 

## Bậc đại học và sau đại học

Tham mưu trưởng Hải quân Mỹ thăm Đại Học Hàng Hải

Hải Phòng có nhiều trường đại học lớn, trong đó có Trường Đại học Hàng hải Việt Nam là một trong các trường đại học trọng điểm của Việt Nam về lĩnh vực vận tải biển.
Dưới đây là danh sách các trường đại học tại Hải Phòng
1. Trường Đại học Hàng hải Việt Nam (phường Lê Chân), là trường đại học duy nhất của Việt Nam đào tạo các chuyên ngành liên quan đến ngành hàng hải, cũng là trường Đại học đầu tiên ở Việt Nam đạt chuẩn ISO 9001-2000, và có bằng cấp được công nhận tại tất cả các nước trên thế giới.
2. Trường Đại học Y Dược Hải Phòng (phường Gia Viên).
3. Trường Đại học Hải Phòng (phường Phù Liễn).
4. Trường Đại học Quản lý và Công nghệ Hải Phòng (phường Lê Chân).
5. Trường Đại học Thành Đông (phường Tứ Minh).
6. Trường Đại học Hải Dương (phường Thạch Khôi).
7. Trường Đại học Sao Đỏ (phường Chu Văn An).
8. Trường Đại học Kỹ thuật Y tế Hải Dương (phường Lê Thanh Nghị).

## Bậc cao đẳng, trung học chuyên nghiệp
Các trường Cao đẳng
1. Trường Cao đẳng nghề Du lịch và Dịch vụ Hải Phòng
2. Trường Cao đẳng Công nghệ Viettronics
3. Trường Cao đẳng nghề Hải Phòng
4. Trường Cao đẳng nghề Vinashin
5. Trường Cao đẳng nghề Duyên hải
6. Trường Cao đẳng Thủy sản Hải Phòng
7. Trường Cao đẳng Văn hóa Nghệ thuật Hải phòng
8. Trường Cao đẳng Y tế Hải Phòng
9. Trường Cao đẳng Cộng đồng
10. Trường cao đẳng Hàng Hải 1
11. Trường Cao đẳng Bách Nghệ
12. Trường Cao đẳng giao thông vận tải Trung ương 2
13. Trường Cao đẳng Nghề Bắc Nam
14. Trường Cao đẳng Văn Hóa nghệ thuật Hải Phòng
15. Trường Cao đẳng Nghề số 3 (Quân khu 3)
16. Trường Cao đẳng GT Công Chính
17. Trường Cao đẳng nghề Công nghiệp Hải Phòng.
18. Trường Cao đẳng nghề Hải Dương
19. Trường Cao đẳng Cơ giới Xây dựng
20. Trường Cao đẳng Du lịch và Công Thương
21. Trường Cao đẳng Giao thông vận tải Đường thủy I
22. Trường Cao đẳng Giao thông vận tải Đường bộ
23. Trường Cao đẳng Hải Dương
24. Trường Cao đẳng Dược Trung ương Hải Dương
25. Trường Cao đẳng Y tế Hải Dương

## Bậc trung học phổ thông, trung học cơ sở
Các trường Trung học phổ thông
| STT | Tên trường              | Địa chỉ              | Năm thành lập | Loại hình |
| --- | ----------------------- | -------------------- | ------------- | --------- |
| 1   | THPT Lê Hồng Phong      | Phường Hồng Bàng     | 1962          | công lập  |
| 2   | THPT Hồng Bàng          | Phường Hồng Bàng     | 1988          | công lập  |
| 3   | THPT Lương Thế Vinh     | Phường Hồng Bàng     | 1989          | dân lập   |
| 4   | THPT Ngô Quyền          | Phường Lê Chân       | 1920          | công lập  |
| 5   | THPT Trần Nguyên Hãn    | Phường An Biên       | 1976          | công lập  |
| 6   | THPT Lê Chân            | Phường An Biên       | 2001          | công lập  |
| 7   | THPT Lý Thái Tổ         | Phường An Biên       | 1969          | dân lập   |
| 8   | THPT chuyên Trần Phú    | Phường Hải An        | 1986          | công lập  |
| 9   | THPT Thái Phiên         | Phường Ngô Quyền     | 1960          | công lập  |
| 10  | THPT Hàng Hải           | Phường Gia Viên      | 1989          | dân lập   |
| 11  | PT NCH Nguyễn Tất Thành | Phường An Biên       |               | dân lập   |
| 12  | THPT Thăng Long         | Phường Gia Viên      | 1997          | dân lập   |
| 13  | THPT Marie Curie        | Phường Gia Viên      | 1998          | dân lập   |
| 14  | PT Hermann Gmeiner      | Phường Gia Viên      | 2000          | dân lập   |
| 15  | THPT Anhxtanh           | Phường Ngô Quyền     | 1995          | dân lập   |
| 16  | THPT Kiến An            | Phường Phù Liễn      | 1959          | công lập  |
| 17  | PT Phan Đăng Lưu        | Phường Phù Liễn      |               | công lập  |
| 18  | THPT Hải An             | Phường Đông Hải      | 2006          | công lập  |
| 19  | THPT Lê Quý Đôn         | Phường Hải An        | 1965          | công lập  |
| 20  | THPT Phan Chu Trinh     | Phường Hải An        |               | dân lập   |
| 21  | THPT Đồ Sơn             | Phường Đồ Sơn        | 1969          | công lập  |
| 22  | PT Nội trú Đồ Sơn       | Phường Đồ Sơn        | 2001          | công lập  |
| 23  | THPT An Lão             | Xã An Lão            | 1965          | công lập  |
| 24  | THPT Trần Hưng Đạo      | Xã An Hưng           | 1977          | công lập  |
| 25  | THPT Trần Tất Văn       | Xã An Lão            | 1998          | dân lập   |
| 26  | THPT Kiến Thụy          | Xã Kiến Thụy         | 1965          | công lập  |
| 27  | THPT Nguyễn Đức Cảnh    | Xã Kiến Hải          | 1978          | công lập  |
| 28  | THPT Mạc Đĩnh Chi       | Phường Hưng Đạo      | 2000          | công lập  |
| 29  | THPT Nguyễn Huệ         | Xã Kiến Thụy         | 1999          | dân lập   |
| 30  | THPT Phạm Ngũ Lão       | Phường Bạch Đằng     | 1973          | công lập  |
| 31  | THPT Bạch Đằng          | Phường Lưu Kiếm      | 1978          | công lập  |
| 32  | THPT Quang Trung        | Phường Lê Ích Mộc    | 1965          | công lập  |
| 33  | THPT Lý Thường Kiệt     | Phường Thủy Nguyên   | 1962          | công lập  |
| 34  | THPT Lê Ích Mộc         | Xã Việt Khê          | 2002          | công lập  |
| 35  | THPT Thủy Sơn           | Phường Thủy Nguyên   |               | công lập  |
| 36  | THPT 25/10              | Phường Thủy Nguyên   |               | dân lập   |
| 37  | THPT Nam Triệu          | Phường Nam Triệu     | 2000          | dân lập   |
| 38  | THPT Nguyễn Trãi        | Phường Hồng An       | 1979          | công lập  |
| 39  | THPT An Dương           | Phường An Dương      | 1965          | công lập  |
| 40  | THPT Tân An             | Phường Hồng An       | 2002          | dân lập   |
| 41  | THPT An Hải             | Phường An Dương      | 1997          | dân lập   |
| 42  | THPT Tiên Lãng          | Xã Tiên Lãng         | 1961          | công lập  |
| 43  | THPT Toàn Thắng         | Xã Tiên Minh         | 1973          | công lập  |
| 44  | THPT Hùng Thắng         | Xã Hùng Thắng        | 1977          | công lập  |
| 45  | THPT Nhữ Văn Lan        | Xã Tiên Lãng         | 1999          | công lập  |
| 46  | THPT Nguyễn Bỉnh Khiêm  | Xã Nguyễn Bỉnh Khiêm | 1970          | công lập  |
| 47  | THPT Tô Hiệu            | Xã Vĩnh Thịnh        | 1978          | công lập  |
| 48  | THPT Vĩnh Bảo           | Xã Vĩnh Bảo          |               | công lập  |
| 49  | THPT Cộng Hiền          | Xã Vĩnh Hải          |               | công lập  |
| 50  | THPT Nguyễn Khuyến      | Xã Vĩnh Bảo          |               | công lập  |
| 51  | THPT Cát Bà             | Đặc khu Cát Hải      | 1971          | công lập  |
| 52  | THPT Cát Hải            | Đặc khu Cát Hải      |               | công lập  |
| 53  | THPT Đồng Hòa           | Phường Kiến An       | 2004          | công lập  |
| 54  | THPT Lương Khánh Thiện  | Phường Gia Viên      | 2004          | dân lập   |
| 55  | THPT Thụy Hương         | Xã Kiến Thụy         |               | công lập  |
| 56  | THPT Quốc Tuấn          | Xã An Quang          | 2006          | công lập  |
| 57  | THPT Hùng Vương         | Phường Đông Hải      | 2016          | dân lập   |
| 58  | PTLC Vinschool Imperia  | Phường Hồng Bàng     | 2018          | quốc tế   |
| 59  | PTLC Gateway            | Phường Hưng Đạo      | 2017          | quốc tế   |
| 60  | PTNC Hai Bà Trưng       | Phường Gia Viên      |               | dân lập   |
| 61  | PT Edison               | Phường Kiến An       |               | dân lập   |
| 62  | THPT Hữu Nghị Quốc Tế   | Phường Lê Chân       |               | dân lập   |
| 63  | THPT Lý Thánh Tông      | Phường Đồ Sơn        |               | dân lập   |
| 64  | THPT Hàng Hải 1         | Phường Kiến An       |               | dân lập   |
| 65  | PTLC Deway              | Phường Hưng Đạo      |               | quốc tế   |

Các trường Trung học cơ sở
- Các trường học cơ sở như Trần Phú (quận Lê Chân), Hồng Bàng (quận Hồng Bàng), Chu Văn An (quận Ngô Quyền) là các trường điểm[1] cấp II của các quận nội thành, hiện nay vẫn là các trường Trung học cơ sở dẫn đầu thành phố, có giàu thành tích trong công tác đào tạo và các hoạt động thể thao, văn nghệ tập thể trong tầng lớp giáo viên, học sinh.

## Bậc tiểu học, mầm non
Đến năm 2020, toàn thành phố Hải Phòng có khoảng 339 trường mầm non, trong đó có 250 trường công lập; có 218 trường tiểu học; có 186 trường THCS, 12 trường TH&THCS, trong đó 197 trường công lập; có 55 trường THPT, 01 trường TH&THPT, 01 trường THCS&THPT, 02 trường đa cấp (TH+THCS+THPT), 01 trường liên cấp quốc tế, trong đó có 40 trường công lập.

## Các trường liên cấp
- Các trường như Trường PTLC Vinschool Imperia, trường PTLC Gateway tại Hải Phòng[2] là các trường liên cấp có các bậc học từ tiểu học, THCS và THPT.